# Simon Telkes
Simon Telkes, născut Simon Rubin, (n. 16 septembrie 1845, Seghedin, Ungaria – d. 29 decembrie 1932, Hubová, Žilinský kraj, Slovacia) a fost un politician maghiar, președintele societății de maghiarizare a patronimelor în Ungaria. Această instituție publică a avut drept scop maghiarizarea numelor de familie nemaghiare ale cetățenilor din Regatul Ungariei din perioada Belle Époque.
În 1881 a fost fondată la Budapesta „Societatea pentru Maghiarizarea Numelor” (Központi Névmagyarositó Társaság), iar Telkes a fost numit președinte al acestei instituții. 
Societatea a inițiat și o campanie publicitară în reviste și ziare și prin trimiterea de scrisori pentru a convinge cât mai multe persoane de „necesitatea” schimbării numelui. Sociatatea a propus reducerea taxei pentru schimbarea numelui. Propunerea a fost acceptată de parlament, iar taxa a fost redusă de la 5 forinți la 50 de creițari. 
În urma acestui demers, a sporit cazurile de schimbare a numelui în 1881 și 1882 (cu 1261 și 1065 nume schimbate) și au continuat în anii următori cu o medie de 750-850 pe an.
În 1898 Telkes a publicat volumul „Cum să maghiarizăm numele de familie” (Hogyan magyarosítsuk el a családi neveket). Lucrarea, un veritabil manual, începea cu fraza: „Așa cum prin botez creștinul devine membrul comunității creștine, tot așa prin maghiarizarea numelui de familie, prin botez național, cel cu nume străin este primit în societatea maghiară, în rândul adevăraților fii ai Națiunii […], iar maghiarizarea numelui de familie îl face maghiar”.
Simon Telkes, Hogy magyarositsuk a vezeték neveket? (Cum să maghiarizăm numele de familie?). Budapesta, 1898